# Sikopo
Sikopo is een eiland in de Salomonseilanden, en ligt tussen Santa Isabel en Choiseul.
Er komen slechts drie zoogdieren voor: de geïntroduceerde Polynesische rat (Rattus exulans) en de vleermuizen Nyctimene major en Pteropus woodfordi.